# Björngårdsteatern
Björngårdsteatern, också kallad Christian Thums Commedi-huus, eller Theums Spelehus, var en teater i Stockholm mellan 1640 och 1655. 
Det var en lokal där det med säkerhet bedrevs värdshusverksamhet och djurhetsning. Dess ägare, Christian Thum, hade tillstånd att bedriva teaterverksamhet i huset mellan 1640 och 1655. Om så skedde, var det Sveriges första offentliga teater. Det har dock inte kunnat bekräftas om byggnaden verkligen användes som en teater. 

## Historia
Christian Thum, ledare för ett tysktalande teatersällskap som sedan 1628 varit verksamt i Sverige och som 1637-1645 var ledare för en teater vid hovet, köpte 1637 Björngården i Södermalm vid Sankt Paulsgatan och Björngårdsgatan, där han drev värdshusverksamhet. Lokalen hade då sedan länge använts för djurhetsningar.
Den 15 augusti 1640 fick Thum statligt bidrag att grunda ett "Commedi-huuss", Björngårdsteatern. Aktörerna vid hans hovteatersällskap var alla män, och antas ha rekryterats bland Stockholms hantverkare, då det sedan gammalt fanns en tradition med skådespel inom hantverkargillena; några av dem tros också ha tillhört Hovkapellet. Trots omfattande forskningsförsök, är det fortfarande inte bekräftat vilken teaterverksamhet som bedrevs på Björngårdsteatern. Rent formellt sett var det i vilket fall en teater med teatertillstånd. Det är däremot bekräftat att Thum bedrev värdshusverksamhet i huset, något som inte utesluter att han samtidigt bedrev teaterverksamhet där.
Björnegården fortsatte att vara ett av stadens mest kända värdshus fram tills att den revs 1877.